# Temnoplectron politulum
Temnoplectron politulum là một loài bọ cánh cứng trong họ Bọ hung (Scarabaeidae).